# Eduard Vilde
Eduard Vilde (Pudivere, Viru Ocidental, 4 de março de 1865 – Tallinn, 26 de dezembro de 1933) foi um jornalista e escritor estoniano. Foi o fundador do Realismo estoniano.

## Jornalista
Eduard Vilde nasceu em uma família de empregados domésticos. Ele cresceu em uma mansão de Muuga (atual Laekvere). De 1878 até 1882 freqüentou uma escola do subúrbio de Tallinn. De 1883 até 1886 trabalhou na redação do jornal Virulane e de 1887-1890 no Postimees. Em 1890 foi trabalhar como jornalista independente em Berlim. De 1883 até 1905, após retornar para a Estônia, trabalhou em diversos jornais entre eles o Virmaline em Narva, o Eesti Postimees e o Teataja em Tallinn e o Uudised em Tartu. Em 1896 ele viveu por um curto período de tempo em Moscou.

## Exílio
Devido a sua atividade contra o regime czarista ele precisou, depois da Revolução Russa de 1905, deixar o país. Até a Revolução de Fevereiro de 1917 ele e sua esposa Linda Jürmann (1880-1966) viveram no exílio, entre outros na Suíça, Finlândia, Alemanha, Estados Unidos da América (1911) e em Copenhague (1911-1917).

## Escritor
Depois de seu retorno à Estônia ele trabalhou como dramaturgo no Teatro da Estônia (Tallinn)]] em 1917/18. De 1919/20 ele esteve no serviço diplomático da jovem República da Estônia como emissário estoniano em Berlim, onde ele de 1920 a 1923 viveu como artista independente. Em 1923 retornou para Tallinn.

## Literatura
Eduard Vilde foi um dos mais produtivos e mais conhecidos jornalistas e escritores estonianos de seu tempo. Ele é o fundador do Realismo crítico na Literatura estoniana. Seu principal trabalho é a trilogia de romances históricos "Mahtra sõda" (1902), "Kui Anija mehed Tallinnas käisid" (1903) e "Prohvet Maltsvet" (1905-1908). Eles são o ponto central de uma consciência nacional estoniana.

## Obras selecionadas
- "Musta mantliga mees" (1886)
- "Kuhu päike ei paista" (1888)
- "Kõtistamise kõrred" (1888)
- "Karikas kihvti" (1893)
- "'Linda' aktsiad" (1894)
- "Külmale maale" (1896)
- "Raudsed käed" (1898)
- "Mahtra sõda" (1902)

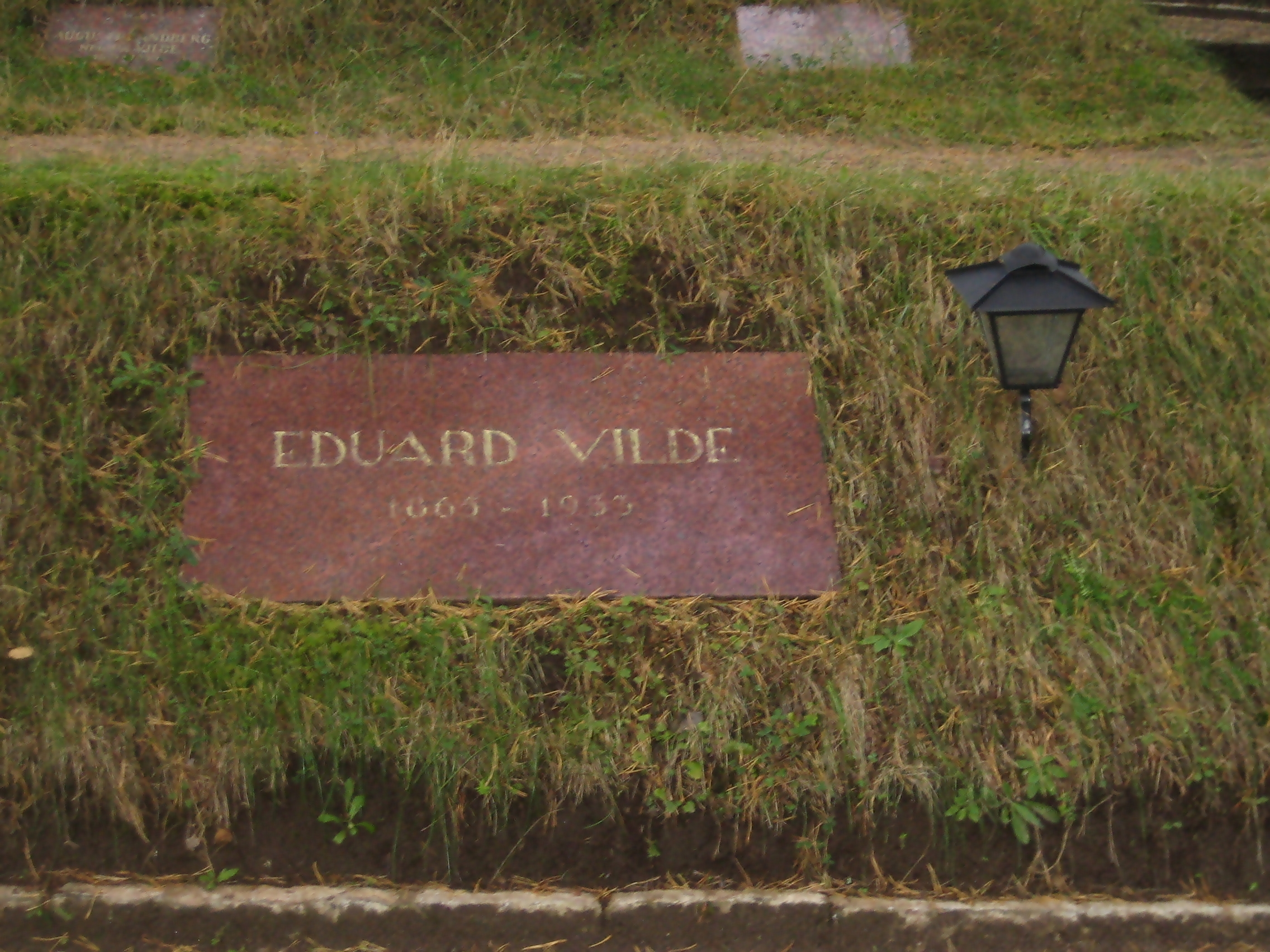

- "Kui Anija mehed Tallinnas käisid" (1903)
- "Prohvet Maltsvet" (1905-1908)
- "Jutustused" (1913)
- "Mäeküla piimamees" (1916)
- "Tabamata ime" (1912)
- "Pisuhänd" (1913)
- "Side" (1922)
- "Rahva sulased" (inacabada, 1934)